# سیاست در شیلی
قانون اساسی شیلی در یک همه پرسی بسیار نامنظم در سپتامبر ۱۹۸۰ تحت حکومت نظامی آگوستو پینوشه به تصویب رسید. این قانون از ماه مارس 1981 اجرائی شد. پس از شکست پینوشه در همه پرسی ۱۹۸۸، قانون اساسی برای تسهیل اقدام انجام اصلاحات آتی در قانون اساسی، ترمیم شد. در سال ۲۰۰۵، رئیس جمهور ریکاردو لاگوس قانون اصلاحات متعدد قانونی در آن را که توسط کنگره تصویب شده بود، امضاء نمود. این موارد شامل حذف پستهای سناتورهای منصوب شده و نیز سناتورهای مادام العمر، اعطای اختیار به ریاست جمهوری برای برکنار نمودن رئیس کل قوای مسلح، و کاهش دوره ریاست جمهوری از ۶ سال به ۴ سال بود.
مردم شیلی در دور اول انتخابات ریاست جمهوری در ۱۱ دسامبر ۲۰۰۵ رای دادند. هیچ یک چهار نامزد ریاست جمهوری بیش از ٪۵۰ از آراء را نتوانستند احراز کنند. در نتیجه، دو نفر از نامزدهای واجد آراء بیشتر – میشله باچلت از ائتلاف مرکز- چپ کنسرتاسیون و سباستین پینیرا از ائتلاف مرکز- راست آلیانزا- در ۱۵ ژانویه ۲۰۰۶ در انتخابات دور دوم با هم رقابت نمودند که میشله باچلت در آن پیروز شد. او در ۱۱ مارس ۲۰۰۶ سوگند یاد نمود. این چهارمین دوره انتخابات ریاست جمهوری از زبان پایان دوره پینوشه بود. تمام چهار انتخابات اخیر آزاد و منصفانه مورد قضاوت واقع شده‌اند. رئیس جمهور به لحاظ قانونی نمی‌تواند دوره‌های متوالی در این مقام باشد. کنگره شیلی| کنگره دو مجلسی شیلی دارای ۳۸ کرسی سنای شیلی| سنا و ۱۲۰ عضو از مجلس نمایندگان شیلی| مجمع نمایندگان می‌باشد. سناتورها برای ۸ سال در دوره‌های متناوب انتخاب می‌شوند، در حتالی که نمایندگان برای دوره‌های ۴ ساله برگزیده می‌گردند. سنای فعلی دارای یک حق رای مشترک ۱۸-۲۰ به نفع سناتورهای طرفدار دولت است. آخرین انتخابات کنگره در ۱۱ دسامبر ۲۰۰۵ بطور هم‌زمان با انتخابات ریاست جمهوری برگزارشد. مجلس پایینی فعلی- مجمع نمایندگان- شامل ۶۳ عضو از ائتلاف چپگرا- مرکز و ۵۷ نفر از حزب مخالف راستگرا- مرکز می‌باشد. کنگره در شهر بندری والپاریزو در حدود ۱۴۰کیلومتری (۸۴مایلی)غرب پایتخت، سانتیاگو قرار دارد.

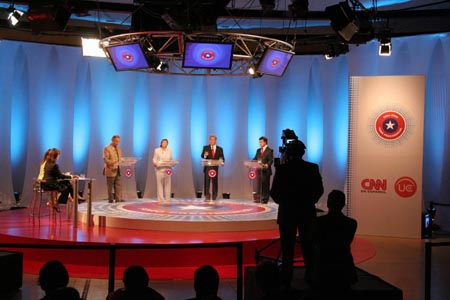
مباحثه تلویزیونی انتخابات ریاست جمهوری شیلی

انتخابات کنگره‌ای شیلی توسط یک نظام دوبخشی اداره می‌شود که در اختیار هیئتهای بزرگی از نمایندگان قرار دارد. بنابراین، تنها سنا و دو عضو از مجمع نمایندگان برای هر واحد انتخاباتی منصوب می‌شوند، احزاب مجبور هستند ائتلافهای بزرگ تشکیل دهند و به لحاظ تاریخی، دو فقره از بزرگ‌ترین ائتلافها (کنسرتاسیون و آلیانزا) بیشترین کرسیها را در این واحد بین خود تقسیم می‌کنند. دراینصورت ائتلاف حاکم با به چنگ آوردن آراء از ائتلاف دسته دومی از طریق یک حاشیه رای بیش از ۱تا۲ رای می‌تواند به عنوان ائتلاف برنده هر دو کرسی را به دست آورد. در سال۲۰۰۱ انتخابات کنگره‌ای، اتحادیه دموکراتیک مستقل محافظه کار برای اولین بار بر حزب دموکرات مسیحی شیلی| دموکرات مسیحی‌ها غلبه نمود تا بزرگ‌ترین حزب در مجلس پایینی (نمایندگان) باشد. در سال ۲۰۰۵، هر دو حزب سرشناس، دموکرات مسیحی‌ها و  یو. دی. آی، به نفع اتحادهای معتبر حزب سوسیالیست (که بزرگ‌ترین حزب در بلوک کنسرتاسیون است) و بازسازی ملی (شیلی)| بازسازی ملی در اتاد جناح راست، کنار رفتند. حزب کمونیست شیلی| حزب کمونیست مجدداً نتوانست هیچ کرسی را در این اتخابات به دست آورد. («نگاه کنید به» انتخابات پارلمانی شیلی، ۲۰۰۵)
قوه قضائیه شیلی مستقل است و شامل یک دادگاه فرجام خواهی، یک سیستم دادگاه نظامی، یک محکمه مشروطه (قانونی)، و یک دادگاه عالی شیلی| اداگاه عالی است.  اصلاحات اقدامات تفحصی را با یک نظام محکمه‌ای که بیشتر مشابه آن در ایالات متحده‌است، جایگزین ساخته‌است.